# 埃爾斯沃思鎮區 (明尼蘇達州米克縣)
埃爾斯沃思鎮區（英語：Ellsworth Township）是位於美國明尼蘇達州米克縣的一個行政鎮區。

## 地方資料
埃爾斯沃思鎮區的面積為94.11平方千米，當中陸地面積為77.46平方千米，而水域面積為16.65平方千米。根據2020年美國人口普查的數據，當地共有人口841人，而人口密度為每平方千米8.94人。